# 혁신의 전파

혁신 확산 이론(革新- 傳播, 영어: diffusion of innovations, DoI)는 사람들이 신기술문명을 받아들이는 데에는 일정패턴이 있다는 이론이다. 최신 기술을 빨리 습득하는 사람들은 흔히들 얼리어답터라고 설명하는데 바로 혁신의 전파론에 입각한 것. 당초 아이오와주립대(IOWA State University)에서 농경제학을 공부하고 있던 라이언(Ryan)은 1943년 아이오와(IOWA) 지역 농부들에게 병에 강한 옥수수 씨앗을 전파하는 과정에서 일부 농부들은 남들보다 빨리 받아들여서 부농의 꿈을 일구지만 나머지는 뒤따라가고 또 일부는 뒤늦게 쫓아온다는 사실을 발견, 정리 발표했다. 커뮤니케이션 학자인 에버렛 로저스(Everett Rogers, 1962)는 이러한 패턴이 단지 농부들의 씨앗전파뿐만 아니라 모든 커뮤니케이션 기술의 전파속도에는 일정한 패턴이 있다는 것으로 발전시켜 오늘날에 이르게 됐다. 기술을 누가 먼저 받아들이냐에 따라, 혁신가(innovator), 얼리 어답터(Early Adopter), 초기 다수자(Early Majority), 후기 다수자(Late Majority), 늦깍이(Laggards)등으로 구분한다.

## 참조
1. ↑  Ryan, B. (1943). The diffusion of hybrid seed corn in two Iowa communities. Rural Sociology. 8(1), p. 15-24
2. ↑  Rogers, Everett M. (1964). Diffusion of Innovations. Glencoe: Free Press

## 같이 보기
- 기술수용 라이프사이클(영어판)
- 시너지(협력작용, 상승효과)